# Dalripa
Dalripa (Lagopus lagopus) är en medelstor fågelart i familjen fasanfåglar som förekommer över stora delar av norra halvklotet. Sommartid är den brunspräcklig och vintertid vit. 

## Utseende och fältkännetecken

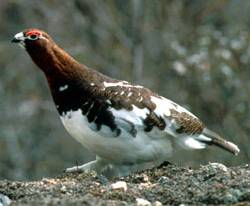
Adult hane i häckningsdräkt om våren.

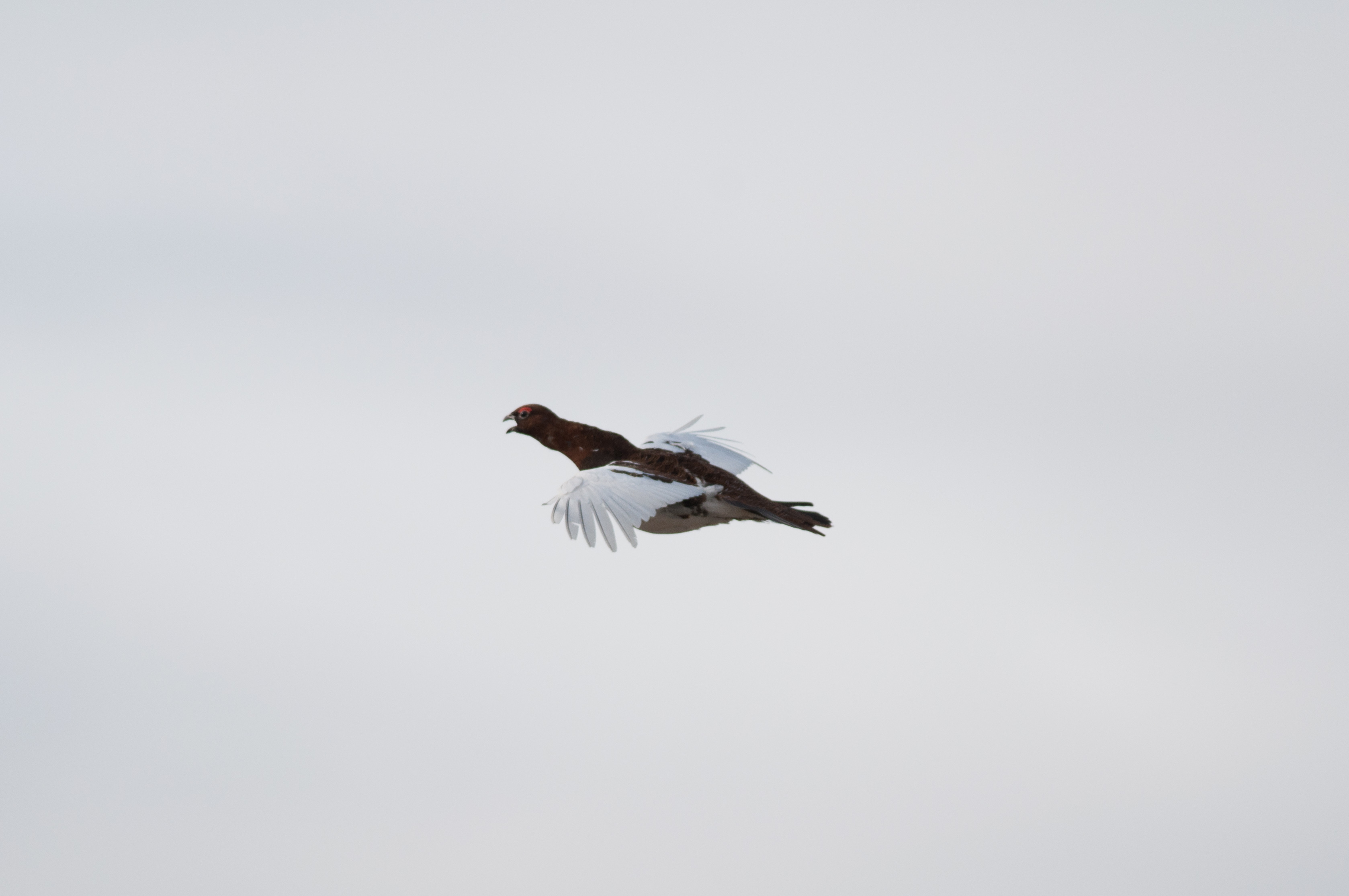
Dalripa i flykten.

Dalripan är en medelstor fälthöna som i genomsnitt mäter 35–43 cm på längden och har ett vingspann på 55–66 cm. Den har en rund kroppsform med lång hals, litet huvud och en kort, grov och mörk näbb. Den har fjäderklädda tarser och tår och en kort stjärt som den spärrar ut i flykten. 

### Nominatformen och merparten av världspopulationen
I alla dräkter har den vit ögonring och i det närmaste helvita vingar. Om våren (maj/juni) har den adulta hanen en mättat mörkt rödbrun fjäderdräkt på övre delen av bröstet, halsen och huvudet med en stor röd kam ovanför varje öga. För övrigt är ovansidan vit med inslag av rödbruna fjädrar. Undersidan är vit och stjärten svart. På sensommaren (augusti/september) har den adulta hanen ruggat så att mer av bröstet och hela ovansidan är grå-gulbrun. De två kammarna på hjässan har minskats ned till ett rött streck ovanför den vita ögonringen. Honan har liknande dräkt som hanen men saknar den stora röda kammarna på hjässan och har i alla dräkter bara ett svagt rött streck ovanför ögonringen. Det bruna är även mer tvärvattrat. På vintern blir båda könens fjäderdräkter vita, med undantag endast för stjärten, som då är svart längst ut.  
Den skiljs från fjällripan genom sin högre vikt och tjockare näbb. Fjällripans fjäderdräkt är mer grå och vitfläckad där dalripan är rödbrun och fjällripans hane har också ett svart streck från öga till näbb.
Dalripan ruggar aktivt vid tre eller fyra tillfällen varje år. I september ruggar den till en helvit dräkt som den bär fram till maj för att sedan under sommaren rugga två eller tre gånger till då den anlägger fler och fler bruna fjädrar. Allt för att dräkten ska vara så väl anpassad till miljön som möjligt vilket ökar dalripans kamouflerande skydd mot rovdjur.

## Utbredning och systematik
Dalripan har en cirkumpolär utbredning i de nordliga områden av Holarktis, i Europa, Asien och Nordamerika. Dess utbredningsområde är mer än 10 miljoner km² stort och antalet individer uppskattas till fler än 37 miljoner. Den är en stannfågel eller kortflyttare i hela utbredningsområdet, men vintertid befinner den sig oftast på lägre nivåer i skyddade omgivningar.

### Taxonomi
Dalripan delas idag upp i mellan 16 och 20 underarter beroende vilken taxonomisk auktoritetet som åberopas:
- moripa Lagopus lagopus scotica – Brittiska öarna
- Lagopus lagopus variegata – kustnära Norge på öar utanför Trondheimfjorden
- nordeuropeisk dalripa[6] Lagopus lagopus lagopus – Skandinavien och norra Ryssland
- Lagopus lagopus rossica – Baltikum till centrala Ryssland
- Lagopus lagopus birulai – Nysibiriska öarna
- Lagopus lagopus koreni – Sibirien till Kamtjatkahalvön
- Lagopus lagopus kamtschatkensis – Kamtjatkahalvön och Kurilerna
- Lagopus lagopus maior – stäpp i sydvästra Sibirien och norra Kazakstan
- Lagopus lagopus brevirostris – bergskedjorna Altaj och Sayan
- Lagopus lagopus kozlowae – västra Mongoliet (bergskedjorna Tanmu-Ola, Khangai och Kentei)
- Lagopus lagopus sserebrowsky – östra Sibirien från Bajkalsjön till Ochotska havet och bergsområdet Sichote Alin
- Lagopus lagopus okadai – Sachalin
- Lagopus lagopus muriei – östra Aleuterna och Kodiakön
- Lagopus lagopus alexandrae – Alaskahalvön till nordvästra British Columbia
- Lagopus lagopus alascensis – Alaska
- Lagopus lagopus leucoptera – arktiska öar i norra Kanada och angränsande fastland till södra Baffinön
- Lagopus lagopus alba – tundra i norra Yukon och centrala British Columbia till Gulf of St. Lawrence
- Lagopus lagopus ungavus – norra Quebec och norra Labrador
- Lagopus lagopus alleni – Newfoundland

Vissa urskiljer även underarten hibernica på Yttre Hebriderna i västra Skottland och på Irland.
Moripa urskiljs sedan 2024 som egen art av IOC baserat på skillnader i fjäderdräkt och genetiska skillnader.

### Släktskap
Riporna placerades tidigare tillsammans med järpar, orrar, präriehöns och tjädrar i den egna familjen skogshöns (Tetraonidae). Genetiska studier visar dock att de utgör en del av familjen Phasianidae. Där utgör de en klad närmast släkt med kalkoner (Meleagris) och dessa två tillsammans med koklassfasan (Pucrasia macrolopha). Riporna utgör en systergrupp till en klad bestående av orrar, tjädrar, östasiatiska arten amurjärpe (Falcipennis) och nordamerikanska granjärpe (Canachites).

### Förekomst i Sverige

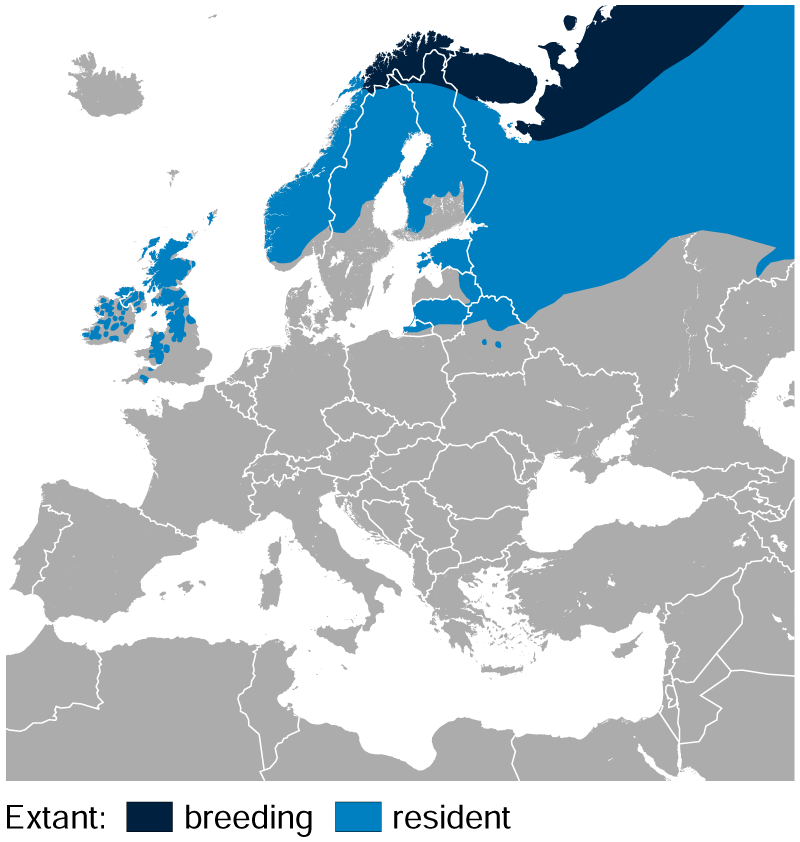

Beståndet av dalripa i Sverige tillhör nominatformen L. l. lagopus. Den är vanligt förekommande i de svenska fjällen och uppehåller sig där huvudsakligen på de lägre sluttningarna, helst bland vide och björk. Den förekommer från norska gränsen i väster ut till skärgårdarna i öster. Sin sydgräns har den i Dalarna, Värmland, Västmanland och norra Hälsingland.
Från 1861, och under en period framåt, introducerades moripa i Halland, Östergötland och Öland. Den kan så sent som på 1950-talet ha förekommit som häckfågel i Lindome i norra Halland.

## Ekologi

### Föda
Dalripan är huvudsakligen växtätare, men de uppväxande ungarna kan också äta insekter.

### Häckning

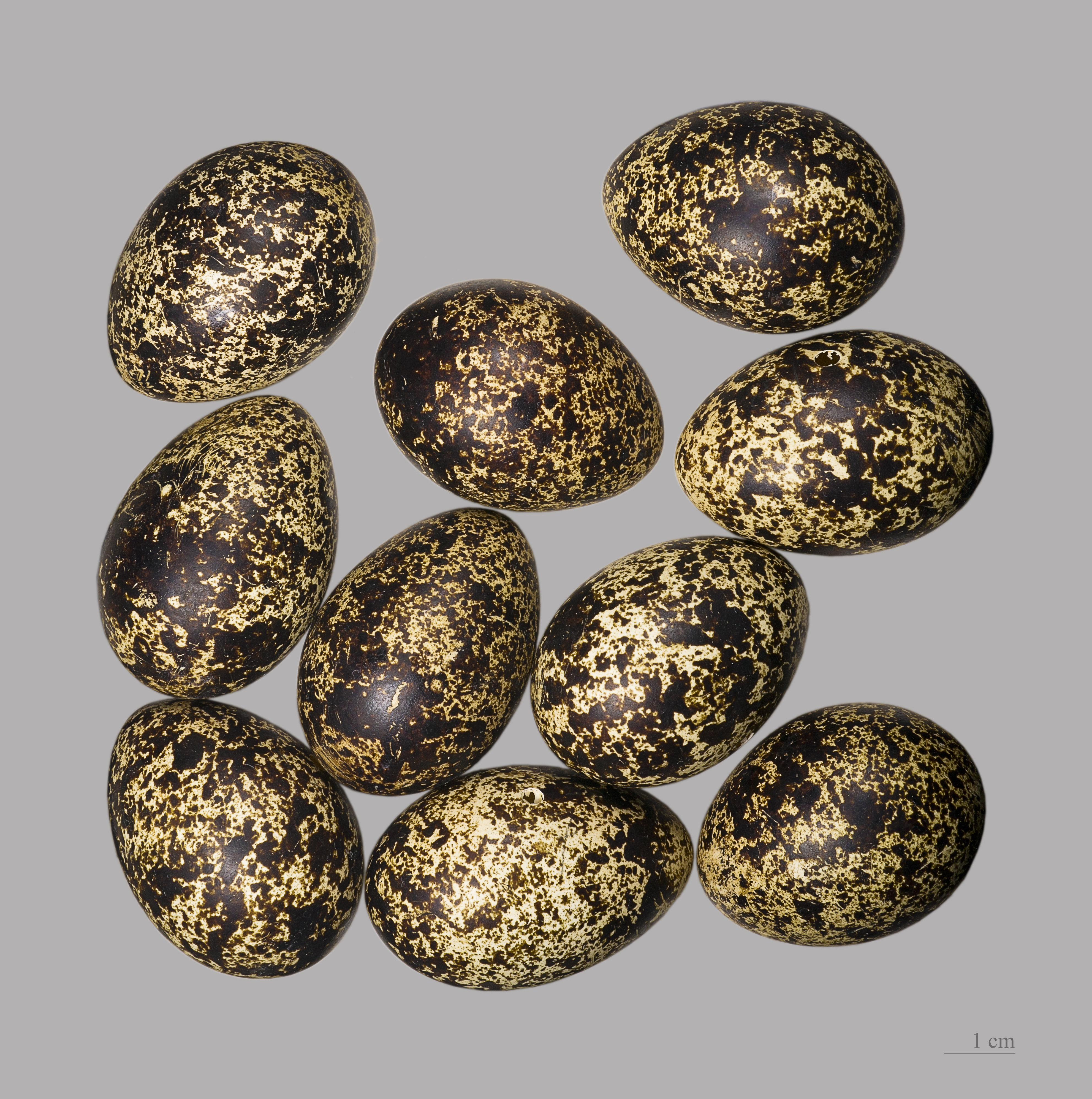
Ägg av nominatformen (L. l. lagopus).

Honan lägger i genomsnitt sex till elva ägg men det finns observationer på kullar av 17 ägg. Äggen är rostgula med stora svartbruna fläckar. Boet byggs direkt på marken. Äggen ruvas av honan i 19 till 25 dygn medan tuppen finns i närheten och håller vakt. De lägger en kull om året. och båda föräldrar tar hand om ungarna tills de är kapabla att ta hand om sig själva. Kycklingarnas vingar växter till sig snabbt och redan efter åtta till tio dagar så kan de hjälpligt ta till vingar.

## Dalripan och människan

### Status och hot
Dalripan har ett väldigt stort utbredningsområde och den globala populationen är stor. Dock är utvecklingstrenden negativ, men förmodligen främst lokalt vilket bedöms som en effekt av för högt jakttryck. Utbredningsområdet i vissa områden, exempelvis på Balkan minskar vilket kan vara en effekt av klimatförändringar. Sammantaget bedöms inte arten vara hotad och IUCN kategoriserar den därför som livskraftig (LC).
Den globala populationen uppskattas till cirka 40 000 000 individer. Det europeiska beståndet, som utgör ungefär 15 % av världspopulationen, uppskattas bestå av 1 010 000–2 150 000 par, vilket motsvarar 2 020 000–4 310 000 adulta individer.

#### Status i Sverige
Dalripan minskar i Sverige, både i utbredningsområde och antal. De senaste tolv åren har beståndet minskat med hela 50–70 %. ArtDatabanken konstaterar dock att den varierar kraftigt i antal och att denna sentina minskning tros ha slumpmässiga orsaker.

### Namn
Det vetenskapliga namnet Lagopus kommer av de grekiska orden för hare och fot och anspelar på dess fjäderklädda ben.
Äldre namn: skogsripa

### Som jaktvilt
Huvudartikel: Ripjakt
I Norden jagas dalripa främst under förhösten (slutet av augusti till början av oktober). Jakten bedrivs främst med stående fågelhundar som till exempel pointer och vorsteh, men även stötande hundar som engelsk springer spaniel används. I Skottland jagas moripa förutom med fågelhundar även med klappjakt (drevjakt).

### I kulturen
Dalripan är Alaskas delstatsfågel. Dalripan är även sköldemärke i Enontekis kommunvapen.